# El Capitan Bridge
Le El Capitan Bridge est un pont dans le comté de Mariposa, en Californie, dans le sud-ouest des États-Unis. Construit en 1933 dans le style rustique du National Park Service, ce pont à poutres franchit la Merced dans la vallée de Yosemite, au cœur du parc national de Yosemite. Long d'environ 38,1 mètres, ce pont routier est une propriété contributrice au district historique dit « Yosemite Valley », lequel est inscrit au Registre national des lieux historiques depuis le 14 décembre 2006.